# Silversmed

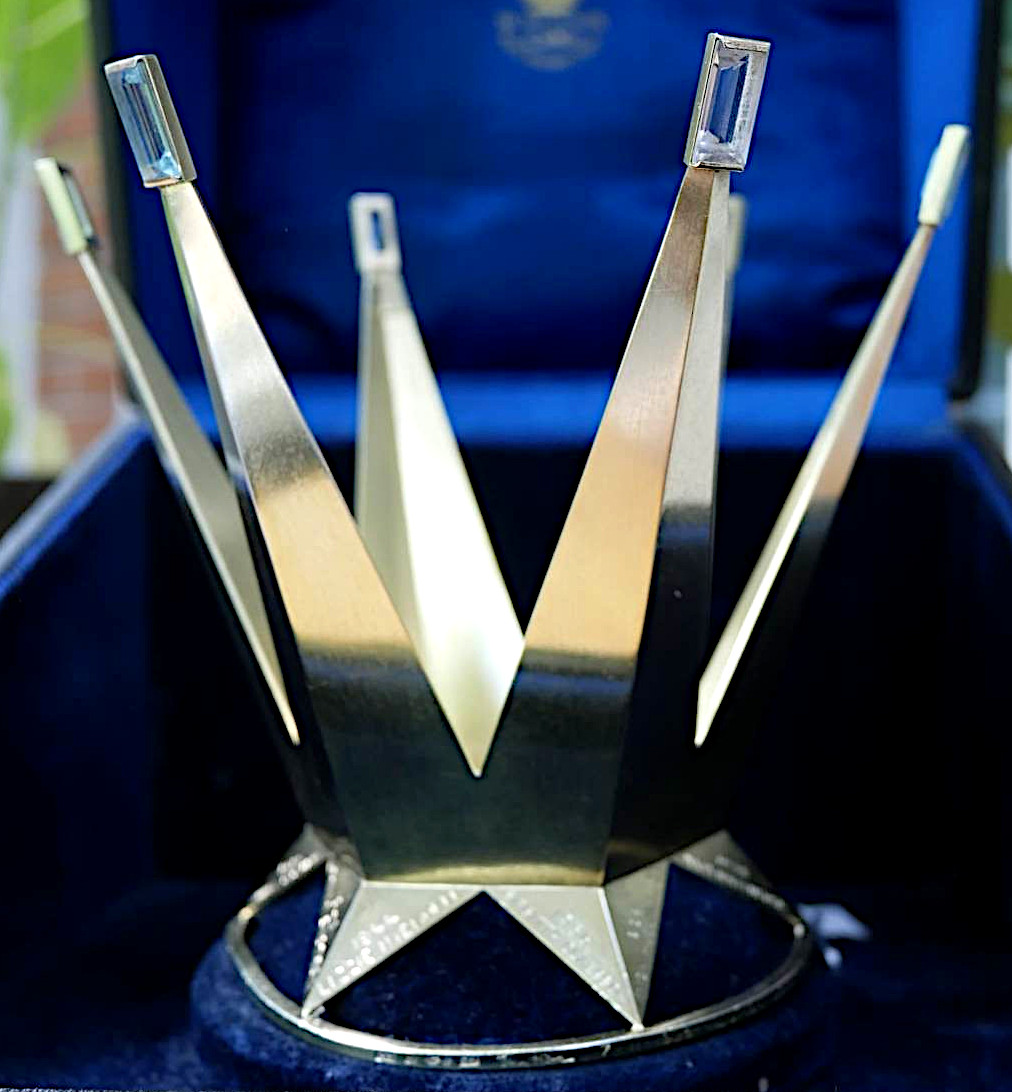
Brudkrona av silver i Lunds domkyrka tillverkad av silversmeden Wiwen Nilsson.

Silversmed är en hantverkare som utför främst smycken och främst i silver. Ofta förknippas silversmeden enbart med arbeten i metallen silver, vilket i dess ursprungliga betydelse är felaktigt. Historiskt har inte heller något silversmedsskrå funnits, utan silversmeder har tillhört guldsmedsskrået. Silversmedsyrket, historiskt sett, innebär att smeden skapar föremål med en kropp, till exempel skålar, vaser, ljusstakar och askar. Därav den äldre benämningen corpussilversmed, från det latinska ordet corpus (kropp), i betydelsen kropp. I det klassiska silversmedsarbetet skapas kroppen genom träckning med en silversmedshammare och två typer av underlag, ur en plan metallyta. Ett annat sätt är genom lödning av en eller flera bearbetade metallytor. Silversmeden arbetar i bland annat mässing, koppar, silver och guld. Idag jobbar silversmeder mest med att laga, gör om gamla smycken eller tillverka egna smycken.Det väldigt få som behärskar konsten att göra ett större corpusarbete.
Andra yrken inom samma fack är bestickssilversmed, guldsmed, gravör och gertler. 
Exempel på kända silversmeder är Wiwen Nilsson, Torun Bülow-Hübe, Kristian Nilsson, Benvenuto Cellini, Georges Cuyvers, Thomas Germain, Pehr Zethelius, Adolf Zethelius, Erik Fleming (konstnär), Claës E. Giertta, Georg Jensen, Sören George Jensen, Nanna Ditzel, Hans Hansen, Harald Nielsen, Henning Koppel, Tone Vigeland, Grete Prytz Kittelsen, Anna Greta Eker, Antonio Castillo, Johan Rodhe, Owe Johansson, Jan Ostwald, Elsa Peretti hos Tiffany & Co och Sigvard Bernadotte. 